# Бітліс
 Запит Бітліс направляє сюди. Див. також інші значення.

Бітліс (тур. Bitlis, вірм. Բիթլիս або Բաղեշ/Багеш, курд. Bidlîs) — місто та район в ілі Бітліс на сході Туреччини.

## Розміщення
Бітліс розташований приблизно за 20 км на північний захід від озера Ван, на південь від перевалу Зорапаак, у місці злиття гірських річок Авеху (Амегаджур, вірм. Համեղաջուր), Хосров (Амидол) та ін., утворюють річку Бітліс — одну з приток Тигра. Місто простягається на долині, куди стікають ці річки, і на навколишніх крутих схилах, утворюючи величезний амфітеатр. Будинки на схилах розташовуються рядами один над одним, влітку потопають у зелені садів.
Місто розташоване на висоті 1600 м над рівнем моря. Клімат континентальний: спекотне літо і дуже холодна довга (до 5 місяців) зима. Повітря чисте, багато прісних вод. У місті та його околицях добре ростуть декоративні верби та тополі, з фруктових дерев та інших культур: груші, яблуні, сливи, абрикоса, гранати, черешні, фігові дерева, виноград та ін.

## Історія
За легендою заснування Бітлісу приписується Александру Македонському (IV століття до н.е.): нібито місто було побудоване за його дорученням генералом Лисом, чиїм ім'ям і був названий «злий Лис» або «Петліс». Раніше ім'ям Александра називали одне з джерел, що б'ють в центральній частині міста.
У давнину Бітліс — давнє Вірменське місто, відоме як Багеш (вірм. Բաղեշ), Багагеш (вірм. Բաղաղեշ) і під іншими іменами. У вірменській літературі місто згадується Себеосом (VII століття). Деякі історики вважають, що Бітліс було головним містом Гавара Салмадзор Агдзніка, а інші зараховують до гавару Бзнунік Туруберана.
Район Бітліс відповідає частині провінцій Ахдзнік та Туруберан Великої Вірменії.
Його місце розташування майже в усі часи було зручним з точки зору торгівлі та військової стратегії, що сприяло зростанню міста. З давніх часів по долині річки Бітліс проходила одна з найбільших доріг, що зв'язує Трабзон, а також великі міста центральної Вірменії — Арташаті, Двін, Ані, Карс, Карін (Ерзрум), — з Месопотамією. За Арташесідів тут проходила знаменита дорога Аркунов, яка з'єднувала Арташаті та Тігранакерт.
Бітліс кілька разів завойовувався: у VII столітті ним володіли арабські завойовники, у X столітті короткий час — візантійці. Наприкінці того ж століття влада у місті перейшла до курдських племен, що утворили тут ханство (або емірат). Курди зберігали у тій чи іншій мірі владу аж до середини XIX століття, за винятком кількох десятиліть завоювання сельджуками (XII століття) та Кара-Коюнлу (XV століття).
У XVI столітті Бітлісом оволоділи турки-османи, однак містяни змусили їх прийняти свою внутрішню автономію на чолі з курдськими лідерами. У XVII — XVIII ст. значно постраждав внаслідок постійних зіткнень між курдськими племенами. Витіснялося корінне населення міста Бітліс. Автономія була ліквідована турецьким урядом у 1849 після розграбування Бітлісу турецькими військами: на колишній території ханства було засновано Бітліський вілаєт, який не користувався жодною автономією. Наприкінці XIX століття і на початку XX століття площа вілаєту становила понад 27 тисяч квадратних кілометрів.
|  | Більшість населення міста [Бідліса] складають вірмени. Шараф-хан ібн Шамсаддін Бідлісі, XVI століття |

У 1878–1879 роках населення вілаєту становило близько 400 тисяч осіб, з яких 250 000 були вірменами. Наприкінці століття населення було 382 000, з яких 180 тисяч вірмен. Проте у місті Бітліс тоді вже переважало мусульманське населення (переважно — курди). за даними Константинопольського вірменського патріаршества, 1880 року у місті Бітліс проживало 10 724 особи вірменської національності. Згідно з офіційними турецьким даними, на початку XX століття вірменське населення становило тут 14—15 тис. (з 40 тис.).
У 1894–1896 роках у всіх вірменських населених пунктах Бітлісу були учинені погроми та грабежі. У м. Бітліс було вирізано близько 1000 вірмен. Багато були насильно звернені у магометанство. Тим не менш, аж до 1915 вірмени залишалися у вілаєті найчисленнішою етнічною групою. Під час геноциду вірменське населення міста Бітліс було повністю винищено. Тільки у Бітліській казі було знищено 15 тис. вірмен. Погроми здійснювали частини регулярної турецької армії під безпосереднім керівництвом губернатора Вана — Джевдеда. Нечисленна частка вірменського населення, що уникнула загибелі, знайшла притулок у Східній Вірменії.